# Sebastián Penco
Sebastián Ariel Penco Fernández (Morón, Argentina, 22 de septiembre de 1983) es un futbolista argentino. Juega como delantero en el club Atlético Minero Argentino, de la Liga SanJuanina de Fútbol

## Trayectoria

### Comienzos
Penco se inició en el fútbol profesional en el Club Deportivo Español, quien debido a su destreza, sacrificio, potencia física y buen cabezazo se convirtió en una figura de la divisional a los 20 años. Jugó tan solo una temporada en el club, siendo traspasado rápidamente por sus características al Racing Club, donde no encontró continuidad, participando tan solo en 6 partidos, siempre ingresando como revulsivo.

### Retorno al ascenso
Tras su corto paso por la primera de Racing Club, retornó al fútbol de ascenso, desplegando sus dotes de goleador por Nueva Chicago, Deportivo Español nuevamente, Almagro y un exitoso paso por Almirante Brown, donde marcó el gol que determinó su ascenso a la Primera B Nacional tras nueve años en la tercera categoría. Fue en la final con Estudiantes de Buenos Aires cuya ida finalizó sin goles, mientras que en la revancha el equipo que era dirigido por Blas Armando Giunta ganó 1-0 con su gol.

### Skoda Xanthi F. C.
Llegó al fútbol griego, al Skoda Xanthi, en el cual jugó dos temporadas, sin lograr el reconocimiento esperado, por lo que retornó a Sudamérica para sumarse a las filas del Everton de Chile, donde disputó una sola temporada, tras la cual, decidió volver al país.

### San Martín de San Juan
Luego de su paso frustrado por el fútbol del exterior, volvió al país para formar parte de la plantilla de San Martín de San Juan. Disputó cuatro temporadas en el club, el cual sería el equipo donde más partidos disputó, y donde convirtió más goles. Allí aportó el gol del ascenso en la promoción frente a Gimnasia y Esgrima La Plata en el cierre de la temporada 2010/11. En la ida el equipo sanjuanino había ganado 1-0 con gol del brasileño Roberval, mientras que en la vuelta el gol mencionado de Penco le dio la alegría a los hinchas y el ascenso al club. La suma de éxitos y goles importantes le dieron trascendencia tal que fue traspasado a Independiente de Argentina.

### Independiente
Durante el primer semestre en el club no tuvo la posibilidad de mostrar su talento, pero aun así decidió continuar en el club, rechazando innumerables ofertas para emigrar. Cada oportunidad en el primer equipo era aprovechada por el goleador, como en ocasión de un amistoso contra el Deportivo Atalaya de la Provincia de Córdoba, donde marcó 5 goles de los 6 que se convirtieron en ese encuentro.
Aún con muy pocos minutos durante el 2014, igual pudo concretar su primer gol oficial, el 26 de febrero ante Atlético Tucumán, correspondiente a la 25.ª fecha de la Primera B Nacional. Debut oficial en las redes de Avellaneda con gusto a poco, ya que su equipo fue derrotado por 3 a 1. 
A partir de este, se le abrieron las redes al moronense, y volvió a su costumbre de convertir goles importantes, siendo protagonista vital para el retorno a Primera División del conjunto rojo, convirtiendo 5 goles.
Tras el retorno a la Primera División y con la llegada de refuerzos de fuste, además de la llegada de Jorge Almirón a la Dirección Técnica de Independiente, parecía perder titularidad pero a fuerza de gol volvió a esta, nada más y nada menos que ante el clásico rival, Racing Club, convirtiendo el gol del empate, el cual serviría para la posterior victoria de los rojos. A lo largo de este 2014, Sebastián Penco de la mano de sus "goles importantes" además del esfuerzo que demuestra en cada partido, hizo que sea muy querido por los hinchas de Independiente.
Pese a que el promedio de gol del delantero no era malo, es importante tener en cuenta que Penco redondeó en su estadía en el rojo un promedio de 1 gol en proporción con la cantidad de minutos jugados entre la temporada 2013 y 2014, ya que entrando desde el banco no contaba con los suficientes para lucirse, pero si para demostrar que con su valentía podía pelear el puesto teniendo en cuenta sus limitaciones y su gran y efectivo poderío aéreo, haciendo en términos generales una carta efectiva. Sin embargo, incluso siendo uno de los estandartes de la campaña de los 33 puntos en la vuelta a Primera División, el director técnico Jorge Almirón decide prescindir de sus servicios junto otros dos importantes líderes históricos del club como Daniel Montenegro y Federico Insúa.

### Once Caldas
Su próximo destino sería el Once Caldas de Colombia para la temporada 2015. Debuta en la Copa Libertadores de ese año el 4 de febrero en la derrota de su equipo en Brasil frente al Corinthians por 0-4. En su paso por el club convirtió cinco goles y se desvinculó en diciembre de ese mismo año.

### Aldosivi
Durante el siguiente año y medio jugó en Aldosivi, equipo de la Primera División del fútbol argentino.

### Atlético San Luis
Luego tuvo un paso por el fútbol mexicano, en dos equipos del Ascenso MX. Jugó el Torneo Apertura 2017 para el Club Atlético de San Luis y el Torneo Clausura 2018 en Murciélagos Fútbol Club.

### Almirante Brown
A mediados de 2018 regresó a Almirante Brown para jugar el Campeonato de Primera B 2018-19. En febrero de 2019 se presentó como refuerzo del Club Atlético Sarmiento de Junín, puntero de la Primera B Nacional.

### Sport Boys
A mediados del 2019 ficha por Sport Boys. En 2021 clasifica a la Copa Sudamericana 2022 tras 21 años de ausencia del cuadro rosado en torneos internacionales.

## Clubes
Actualizado al último partido disputado el 8 de octubre de 2022
| Deportivo Español Argentina |               |               |     |     |    |   |   |     |     |      |      |
| 3.ª | 2003/04       | 54            | 26  | —   | —  | — | — | 54  | 26  | 0.48 |      |
| 3.ª | 2005-06       | 10            | 2   | —   | —  | — | — | 10  | 2   | 0.2  |      |
| Total club | Total club    | 64            | 28  | 0   | 0  | 0 | 0 | 64  | 28  | 0.44 |      |
| Racing Club Argentina |               |               |     |     |    |   |   |     |     |      |      |
| 1.ª | 2004-05       | 6             | 0   | —   | —  | — | — | 6   | 0   | 0    |      |
| Total club | Total club    | 6             | 0   | 0   | 0  | 0 | 0 | 6   | 0   | 0    |      |
| Nueva Chicago Argentina |               |               |     |     |    |   |   |     |     |      |      |
| 2.ª | 2005-06       | 14            | 1   | —   | —  | — | — | 14  | 1   | 0.07 |      |
| Total club | Total club    | 14            | 1   | 0   | 0  | 0 | 0 | 14  | 1   | 0.07 |      |
| Almagro Argentina |               |               |     |     |    |   |   |     |     |      |      |
| 2.ª | 2006-07       | 15            | 3   | —   | —  | — | — | 15  | 3   | 0.2  |      |
| Total club | Total club    | 15            | 3   | 0   | 0  | 0 | 0 | 15  | 3   | 0.2  |      |
| Almirante Brown Argentina |               |               |     |     |    |   |   |     |     |      |      |
| 2.ª | 2007-08       | 41            | 19  | —   | —  | — | — | 41  | 19  | 0.46 |      |
| 3.ª | 2018-19       | 16            | 1   | —   | —  | — | — | 16  | 1   | 0.06 |      |
| Total club | Total club    | 57            | 20  | 0   | 0  | 0 | 0 | 57  | 20  | 0.35 |      |
| Skoda Xanthi · Grecia |               |               |     |     |    |   |   |     |     |      |      |
| 1.ª | 2008          | 9             | 1   | —   | —  | — | — | 9   | 1   | 0.11 |      |
| Total club | Total club    | 9             | 1   | 0   | 0  | 0 | 0 | 9   | 1   | 0.11 |      |
| Everton · Chile |               |               |     |     |    |   |   |     |     |      |      |
| 1.ª | 2009          | 11            | 1   | —   | —  | 4 | 0 | 15  | 1   | 0.07 |      |
| Total club | Total club    | 11            | 1   | 0   | 0  | 4 | 0 | 15  | 1   | 0.07 |      |
| San Martín (SJ) Argentina |               |               |     |     |    |   |   |     |     |      |      |
| 2.ª | 2009/10       | 36            | 15  | —   | —  | — | — | 36  | 15  | 0.42 |      |
| 2.ª | 2010/11       | 35            | 17  | 2   | 1  | — | — | 37  | 18  | 0.49 |      |
| 1.ª | 2011/12       | 29            | 7   | 1   | 0  | — | — | 30  | 7   | 0.23 |      |
| 1.ª | 2012/13       | 24            | 6   | 1   | 0  | — | — | 25  | 6   | 0.24 |      |
| Total club | Total club    | 124           | 45  | 4   | 1  | 0 | 0 | 128 | 46  | 0.36 |      |
| Independiente Argentina |               |               |     |     |    |   |   |     |     |      |      |
| 1.ª | 2013/14       | 24            | 5   | 2   | 0  | — | — | 26  | 5   | 0.19 |      |
| 1.ª | 2014          | 12            | 5   | 1   | 0  | — | — | 13  | 5   | 0.38 |      |
| Total club | Total club    | 36            | 10  | 3   | 0  | 0 | 0 | 39  | 10  | 0.26 |      |
| Once Caldas · Colombia |               |               |     |     |    |   |   |     |     |      |      |
| 1.ª | 2015          | 23            | 4   | 3   | 1  | 2 | 0 | 28  | 5   | 0.18 |      |
| Total club | Total club    | 23            | 4   | 3   | 1  | 2 | 0 | 28  | 5   | 0.18 |      |
| Aldosivi Argentina |               |               |     |     |    |   |   |     |     |      |      |
| 1.ª | 2016          | 16            | 5   | 1   | 0  | — | — | 17  | 5   | 0.29 |      |
| 1.ª | 2016/17       | 20            | 4   | —   | —  | — | — | 20  | 4   | 0.2  |      |
| Total club | Total club    | 36            | 9   | 1   | 0  | 0 | 0 | 37  | 9   | 0.24 |      |
| Atlético de San Luis · México |               |               |     |     |    |   |   |     |     |      |      |
| 2.ª | 2017          | 15            | 1   | —   | —  | — | — | 15  | 1   | 0.07 |      |
| Total club | Total club    | 15            | 1   | 0   | 0  | 0 | 0 | 15  | 1   | 0.07 |      |
| Murciélagos · México |               |               |     |     |    |   |   |     |     |      |      |
| 2.ª | 2018          | 13            | 2   | 3   | 0  | — | — | 16  | 2   | 0.13 |      |
| Total club | Total club    | 13            | 2   | 3   | 0  | 0 | 0 | 16  | 2   | 0.13 |      |
| Sarmiento (Junín) Argentina |               |               |     |     |    |   |   |     |     |      |      |
| 2.ª | 2018/19       | 9             | 1   | 1   | 0  | — | — | 10  | 1   | 0.1  |      |
| Total club | Total club    | 9             | 1   | 1   | 0  | 0 | 0 | 10  | 1   | 0.1  |      |
| Sport Boys · Perú |               |               |     |     |    |   |   |     |     |      |      |
| 1.ª | 2019          | 15            | 6   | —   | —  | — | — | 15  | 6   | 0.4  |      |
| 1.ª | 2020          | 21            | 14  | —   | —  | — | — | 21  | 14  | 0.67 |      |
| 1.ª | 2021          | 20            | 6   | 3   | 0  | — | — | 23  | 6   | 0.26 |      |
| Total club | Total club    | 55            | 26  | 3   | 0  | 0 | 0 | 58  | 26  | 0.45 |      |
| San Martín (SJ) Argentina |               |               |     |     |    |   |   |     |     |      |      |
| 2.ª | 2022          | 31            | 5   | 1   | 1  | — | — | 32  | 6   | 0.19 |      |
| Total club | Total club    | 31            | 5   | 1   | 1  | 0 | 0 | 32  | 6   | 0.19 |      |
| Total carrera | Total carrera | Total carrera | 519 | 158 | 18 | 2 | 6 | 0   | 543 | 160  | 0.29 |
| (1) Incluye datos de Copa Argentina, Copa Colombia, Copa México y Copa Bicentenario. (2) Incluye datos de Copa Libertadores. (3) No incluye goles en partidos amistosos. |               |               |     |     |    |   |   |     |     |      |      |

## Palmarés

### Campeonatos nacionales
| Título                  | Club            | Año       |
| ----------------------- | --------------- | --------- |
| Campeonato de Primera B | Almirante Brown | 2006-2007 |
| Torneo Clausura         | Almirante Brown | 2007      |